# 和歌山県立和歌山高等女学校
| 和歌山県立和歌山高等女学校 略称：和高女 | 和歌山県立和歌山高等女学校 略称：和高女 |
| --------------------------------------- | --------------------------------------- |
| 創立                                    | 1888年（明治21年）                      |
| 所在地                                  | 和歌山県和歌山市                        |
| 初代校長                                |                                         |
| 廃止                                    | 1948年                                  |
| 後身校                                  | 和歌山県立桐蔭高等学校                  |
| 同窓会                                  |                                         |

和歌山県立和歌山高等女学校（わかやまけんりつわかやまこうとうじょがっこう）は、和歌山県和歌山市に存在した県立の高等女学校。1891年に設立された、県内初の高等女学校である。第二次世界大戦後の学制改革により、和歌山県立和歌山中学校（旧制）と統合し、和歌山県立桐蔭高等学校となった。通称「和高女」。

## 沿革
1888年（明治21年）に和歌山高等小学校女子部に附設された「温習科」（修業年限2年）が前身にあたる。
1891年（明治24年）、和歌山市立和歌山高等女学校として開校、これをもって創立とする。高等女学校規程（1895年）・高等女学校令（1899年）以前の設立であり、「日本で6番目の公立女学校」とされる。設立時の校地は和歌山市七番丁。設立時は2年制であったが、翌1892年には3年制となった。設立時には女子に中等教育が必要であると思われていなかった時代背景もあり（一方、和歌山高等小学校附設の裁縫学校には100名以上の生徒がいた）、生徒の募集に苦心し十数名の生徒で発足したものの、1期生で最後まで学校に残ったのは3名のみであったという。
1901年（明治34年）に県に移管されて和歌山県立和歌山高等女学校（4年制）となる。校地も湊通丁北に移転した。現在のアバローム紀の国駐車場南側にあたり、この場所に和歌山高等女学校記念碑が建っている。
1921年には5年制高等女学校となった（旧学制下では県内唯一の5年制高女）。
1928年に家政専攻科を付設。
1945年（昭和20年）7月9日の和歌山大空襲により校舎・講堂が全焼。和歌山師範学校附属小学校や和歌山県立和歌山工業学校の校舎で授業を続けた。
1947年（昭和22年）6月9日、昭和天皇が行幸（昭和天皇の戦後巡幸）。
1948年（昭和23年）の学制改革で廃校となった。